# Понта-Гроса
Понта-Гроса (порт. Ponta Grossa)  —  муниципалитет в Бразилии, входит в штат Парана. Составная часть мезорегиона Восточно-центральная часть штата Парана. Входит в экономико-статистический  микрорегион Понта-Гроса. Население составляет 306 351 человек на 2007 год. Занимает площадь 2067,545 км². Плотность населения — 148,2 чел./км².
Праздник города — 15 сентября.

## История
Город основан 6 декабря 1855 года.

## Статистика
- Валовой внутренний продукт на 2005 год составляет 3 992 451 реалов (данные: Бразильский институт географии и статистики).
- Валовой внутренний продукт на душу населения на 2005 год составляет 13299,00 реалов (данные: Бразильский институт географии и статистики).
- Индекс развития человеческого потенциала на 2000 год составляет 0,804 (данные: Программа развития ООН).

## География
Климат местности: субтропический. В соответствии с классификацией Кёппена, климат относится к категории Cfb.

## Галерея

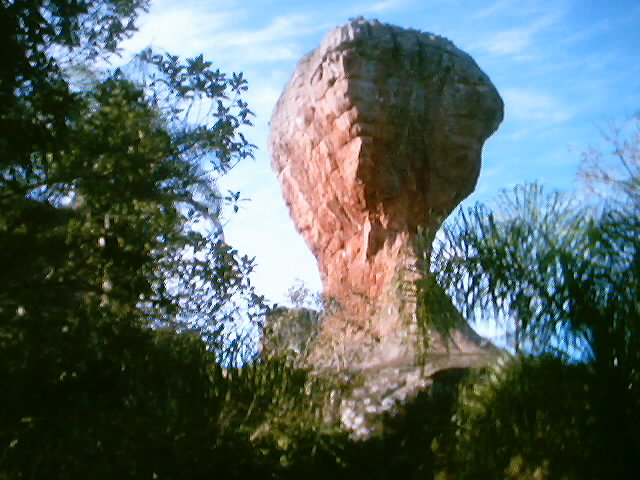
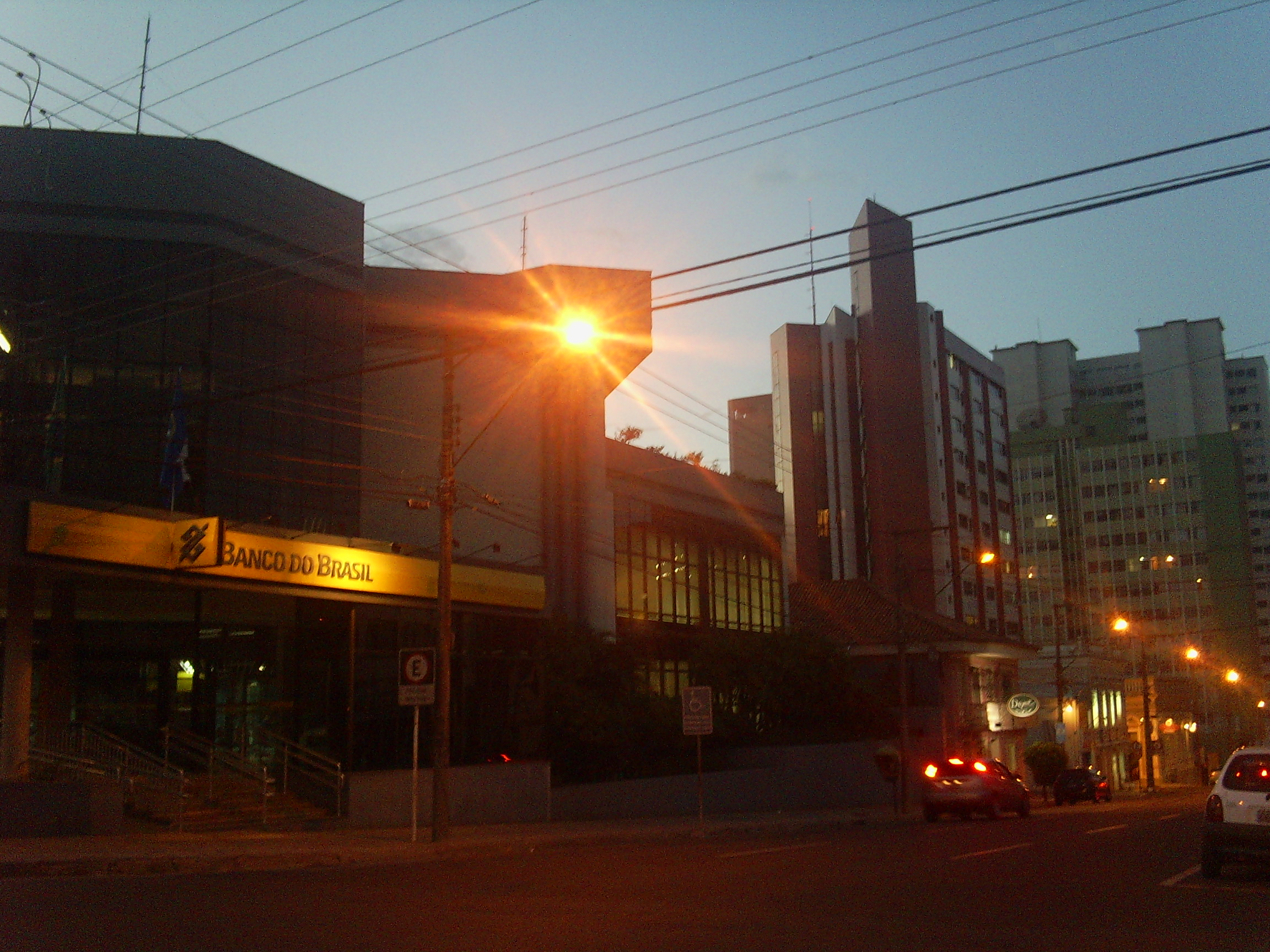
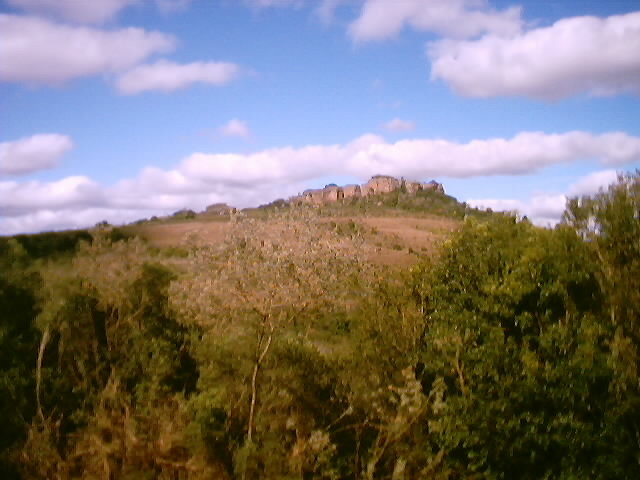
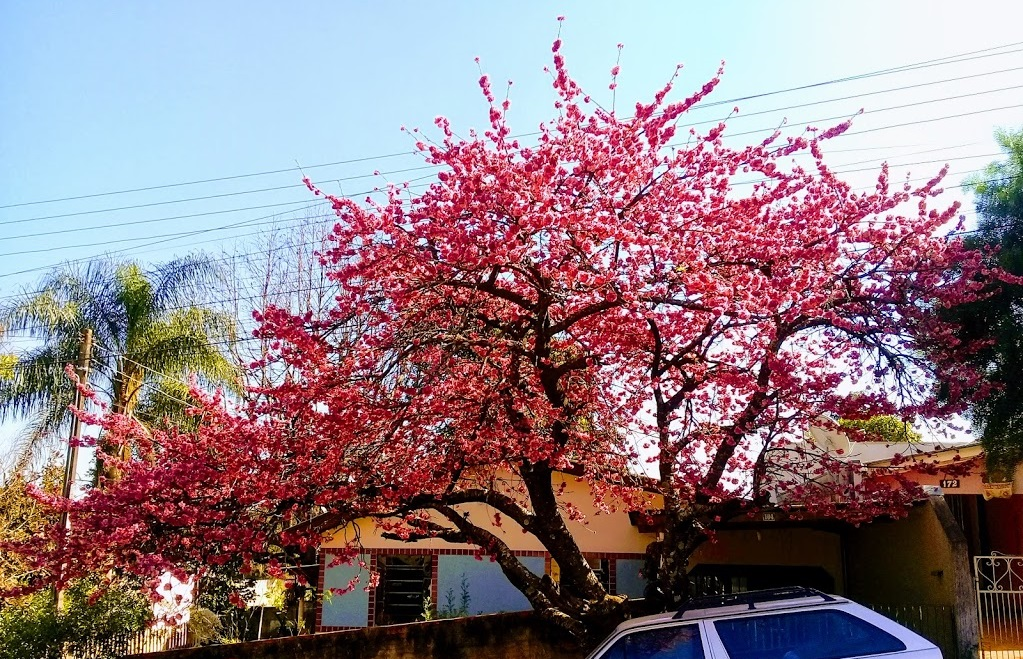